# Rock and Roll Hall of Fame and Museum
Rock and Roll Hall of Fame and Museum är en institution och museum som ägs av stiftelsen Rock and Roll Hall of Fame Foundation i Cleveland, Ohio, USA, där även det stora pyramidformade museet finns. Här finns mängder av musikmemorabilia från hela världen.
Till Rock and Roll Hall of Fame väljs rockmusiker och rockband som anses ha haft stort inflytande på musiken inom genren i världen. Nya grupper och artister väljs in varje år av musikexperter runt om i världen. Kravet för att få vara med är att artistens eller gruppens första skiva ska ha släppts för minst 25 år sedan. Detta har skett sedan år 1986. Under senare år har det varit vanligast att man väljer in fem artister per år. Tidigare valdes ett större antal artister in varje år.
När Rock and Roll Hall of Fame hade 25-årsjubileum uppträdde invalda musiker som Ozzy Osbourne, Mick Jagger, Bruce Springsteen, Metallica, U2 och många fler.
Rock and Roll Hall of Fame var länge i huvudsak ett amerikanskt och även ett anglosaxiskt fenomen. Länge hade samtliga invalda artister sitt ursprung i engelsktalande länder. Ett trendbrott skedde 2010 då svenska Abba valdes in. Endast sju länder är representerade, med följande antal artister eller grupper:
- USA: 143
- Storbritannien (med Nordirland): 34
- Kanada: 4
- Jamaica: 2
- Irland: 1
- Australien: 1
- Sverige: 1

## Invalda artister och grupper i Rock and Roll Hall of Fame
| 1986 - Chuck Berry - James Brown - Ray Charles - Sam Cooke - Fats Domino - The Everly Brothers - Buddy Holly - Jerry Lee Lewis - Elvis Presley - Little Richard - Jimmie Rodgers (early influences) - Jimmy Yancey (early influences) - Robert Johnson (early influences) - John H. Hammond (lifetime achivement) - Alan Freed (non-performers) - Sam Phillips (non-performers) 1987 - The Coasters - Green - Eddie Cochran - Bo Diddley - Aretha Franklin - Marvin Gaye - Bill Haley - B.B. King - Clyde McPhatter - Ricky Nelson - Roy Orbison - Carl Perkins - Smokey Robinson - Big Joe Turner - Muddy Waters - Jackie Wilson - Louis Jordan (early influences) - T-Bone Walker (early influences) - Hank Williams (early influences) - Leonard Chess (non-performers) - Ahmet Ertegün (non-performers) - Jerry Leiber and Mike Stoller (non-performers) 1988 - The Beach Boys - The Beatles - The Drifters - Bob Dylan - The Supremes - Woody Guthrie (early influences) - Leadbelly (early influences) - Les Paul (early influences) - Ben Gordon Jr. (non-performers) 1989 - Dion - Otis Redding - The Rolling Stones - The Temptations - Stevie Wonder - The Ink Spots (early influences) - Bessie Smith (early influences) - The Soul Stirrers (early influences) - Phil Spector (non-performers) 1990 - Hank Ballard - Bobby Darin - The Four Seasons - The Four Tops - The Kinks - The Platters - Simon & Garfunkel - The Who - Louis Armstrong (early influences) - Charlie Christian (early influences) - Ma Rainey (early influences) - Gerry Goffin och Carole King (non-performers) 1991 - LaVern Baker - The Byrds - John Lee Hooker - The Impressions - Wilson Pickett - Jimmy Reed - Ike & Tina Turner - Howlin' Wolf (early influences) - Dave Bartholomew (non-performers) - Ralph Bass (non-performers) 1992 - Bobby Bland - Booker T. & the M.G.'s - Johnny Cash - The Isley Brothers - The Jimi Hendrix Experience - Sam & Dave - The Yardbirds - Elmore James (early influences) - Professor Longhair (early influences) - Leo Fender (non-performers) - Bill Graham (non-performers) - Doc Pomus (non-performers) | 1993 - Ruth Brown - Cream - Creedence Clearwater Revival - The Doors - Frankie Lymon & the Teenagers - Etta James - Van Morrison - Sly and the Family Stone - Dinah Washington (early influences) - Dick Clark (non-performers) - Milt Gabler (non-performers) 1994 - The Animals - The Band - Duane Eddy - The Grateful Dead - Elton John - John Lennon - Bob Marley - Rod Stewart - Willie Dixon (early influences) - Johnny Otis (non-performers) 1995 - The Allman Brothers Band - Al Green - Janis Joplin - Led Zeppelin - Martha and the Vandellas - Neil Young - Frank Zappa - The Orioles (early influences) - Paul Ackerman (non-performers) 1996 - David Bowie - Gladys Knight & the Pips - Jefferson Airplane - Little Willie John - Pink Floyd - The Shirelles - The Velvet Underground - Pete Seeger (early influences) 1997 - The (Young) Rascals - Bee Gees - Buffalo Springfield - Crosby, Stills & Nash - The Jackson 5 - Joni Mitchell - Parliament - Funkadelic 1998 - Eagles - Fleetwood Mac - The Mamas and the Papas - Lloyd Price - Santana - Gene Vincent 1999 - Billy Joel - Curtis Mayfield - Paul McCartney - Del Shannon - Dusty Springfield - Bruce Springsteen - The Staple Singers 2000 - Eric Clapton - Earth, Wind & Fire - The Lovin' Spoonful - The Moonglows - Bonnie Raitt - James Taylor - Billie Holiday 2001 - Aerosmith - Solomon Burke - The Flamingos - Michael Jackson - Queen - Paul Simon - Steely Dan - Ritchie Valens 2002 - Isaac Hayes - Brenda Lee - Tom Petty and the Heartbreakers - Gene Pitney - Ramones - Talking Heads 2003 - AC/DC - The Clash - Elvis Costello and the Attractions - The Police - The Righteous Brothers | 2004 - Jackson Browne - The Dells - George Harrison - Prince - Bob Seger - Traffic - ZZ Top 2005 - U2 - The Pretenders - The O'Jays - Percy Sledge - Buddy Guy 2006 - Black Sabbath - Blondie - Miles Davis - Lynyrd Skynyrd - Sex Pistols 2007 - Grandmaster Flash and the Furious Five - R.E.M. - The Ronettes - Patti Smith - Van Halen 2008 - The Dave Clark Five - Leonard Cohen - John Mellencamp - The Ventures - Madonna 2009 - Metallica - Jeff Beck - Bobby Womack - Run–D.M.C. - Little Anthony & The Imperials 2010 - Abba - Genesis - Jimmy Cliff - The Hollies - The Stooges 2011 - Alice Cooper - Darlene Love - Dr. John - Neil Diamond - Tom Waits - Art Rupe - Jac Holtzman - Leon Russel 2012 - Jerry Allison - Red Hot Chili Peppers - Guns N' Roses - Beastie Boys - Donovan - The Small Faces - Laura Nyro - The Comets - The Blue Caps - Cosimo Matassa - The Crickets - Don Kirshner - The Famous Flames - Freddie King - Glyn Johns - The Midighters - The Miracles - Tom Dowd 2013 - Heart - Albert King - Randy Newman - Public Enemy - Rush - Donna Summer - Lou Adler - Quincy Jones 2014 - Andrew Loog Oldham - Brian Epstein - The E Street Band - Peter Gabriel - Hall & Oates - Kiss - Nirvana - Linda Ronstadt - Cat Stevens | 2015 - Ringo Starr - The "5" Royales - The Paul Butterfield Blues Band - Green Day - Joan Jett & The Blackhearts - Lou Reed - Stevie Ray Vaughan & Double Trouble - Bill Withers 2016 - Cheap Trick - Chicago - Deep Purple - N.W.A. - Steve Miller - Bert Berns 2017 - Tupac Shakur - Electric Light Orchestra - Joan Baez - Journey - Pearl Jam - Yes - Nile Rodgers 2018 - Bon Jovi - The Cars - Dire Straits - The Moody Blues - Nina Simone 2019 - The Cure - Def Leppard - Janet Jackson - Stevie Nicks - Radiohead - Roxy Music - The Zombies 2020 - Depeche Mode - The Doobie Brothers - Whitney Houston - Nine Inch Nails - The Notorious B.I.G. - T. Rex 2021 - Foo Fighters - The Go-Go's - Jay-Z - Carole King - Todd Rundgren - Tina Turner 2022 - Pat Benatar - Duran Duran - Eminem - Eurythmics - Dolly Parton - Lionel Richie - Carly Simon - Judas Priest |